# Petrești (Satu Mare)
Pour les articles homonymes, voir Petrești.
Petrești (Mezőpetri en hongrois, Petrifeld en allemand) est une commune roumaine du județ de Satu Mare, dans la région historique de Transylvanie et dans la région de développement du Nord-Ouest.

## Géographie
La commune de Petrești est située dans le sud-ouest du județ, dans la plaine de Carei, à 11 km au sud-ouest de Carei et à 40 km au sud-ouest de Satu Mare, le chef-lieu du județ.
La municipalité est composée des deux villages suivants (population en 2002) :
- Dindeștiu Mic (268) ;
- Petrești (1 415), siège de la commune.

## Histoire
La première mention écrite du village de Petrești date de 1215 sous le nom de Petrus dans les registres de l'évêché d'Oradea.
La commune, qui appartenait au royaume de Hongrie, faisait partie de la principauté de Transylvanie et elle en a donc suivi l'histoire. Pendant la révolte de François II Rákóczi contre les Habsbourg au début du XVIIIe siècle, le village est détruit et se dépeuple. Il est repeuplé par des colons allemands d'origine souabe.
En 1834, un séisme occasionne de grands dégâts.
Après le compromis de 1867 entre Autrichiens et Hongrois de l'empire d'Autriche, la principauté de Transylvanie disparaît et, en 1876, le royaume de Hongrie est partagé en comitats. Petrești intègre le comitat de Szatmár (Szatmár vármegye).
À la fin de la Première Guerre mondiale, l'Empire austro-hongrois disparaît et la commune rejoint la Grande Roumanie au traité de Trianon et le județ de Sălaj dont le chef-lieu était la ville de Zalău.
En 1940, à la suite du deuxième arbitrage de Vienne, elle est annexée par la Hongrie jusqu'en 1944. En 1945, quelque 200 habitants d'origine allemande furent déportés en URSS. Elle réintègre la Roumanie après la Seconde Guerre mondiale au traité de Paris en 1947.
De 1950 à 1968, la commune appartient à la région de Baia Mare. Ce n'est qu'en 1968, lors de la réorganisation administrative du pays qu'elle est intégrée au județ de Satu Mare auquel elle appartient de nos jours.

## Politique
| Période                                  | Période  | Identité              | Étiquette | Qualité |
| ---------------------------------------- | -------- | --------------------- | --------- | ------- |
| Les données manquantes sont à compléter. |          |                       |           |         |
| 2008                                     | 2016     | Gheorghe Otto Marchiș | FDGR      |         |
| 2016                                     | En cours | Csaba Karádi          | UDMR      |         |

| Parti | Parti                                               | Sièges |
| ----- | --------------------------------------------------- | ------ |
|       | Forum démocratique des Allemands de Roumanie (FDGR) | 9      |
|       | Parti social-démocrate (PSD)                        | 2      |

## Démographie
| Année, | Hongrois | Hongrois | Allemands | Allemands | Roumains | Roumains | Roms | Roms  |
| Année, | Nb       | %        | Nb        | %         | Nb       | %        | Nb   | %     |
| ------ | -------- | -------- | --------- | --------- | -------- | -------- | ---- | ----- |
| 1930   | 70       | 4,41     | 1 447     | 91,12     | 41       | 2,58     | 30   | 1,89  |
| 1956   | 2 102    | 79,59    | 367       | 13,90     | 119      | 4,51     | 53   | 2,01  |
| 2002   | 794      | 47,17    | 530       | 31,49     | 199      | 11,82    | 159  | 9,44  |
| 2011   | 745      | 46,91    | 434       | 27,5      | 199      | 12,53    | 167  | 10,51 |

Petrești est la ville de Roumanie avec le plus fort pourcentage d'Allemands.
En 2002, la composition religieuse de la commune était la suivante :
- Catholiques romains, 84,19 % ;
- Chrétiens orthodoxes, 6,35 % ;
- Réformés, 4,27 % ;
- Grecs-Catholiques, 1,36 %.

## Économie
L'économie de la commune repose sur l'agriculture et l'élevage.

## Communications

### Routes
Petrești est située sur la route nationale DN19 (Route européenne 671) Oradea-Carei-Satu Mare. La route régionale DJ196B mène vers la commune de Sanislău au nord-ouest.

## Lieux et monuments
- Petrești, église catholique romaine Ste Élisabeth datant de 1786[6],[7].
- Petrești, chapelle catholiqu eromaine datant de 1866[6].
- Petrești, église réformée datant de 1876[2].
- Petrești, musée souabe (Muzeul Șvăbesc) créé en 1993, installé dans une maison traditionnelle de 1881 et retraçan tl'histoire de la colonisation allemande dans le village[8].